# نادي كارلتون لكرة القدم
نادي كارلتون لكرة القدم (بالإنجليزية: Carlton Football Club)‏ هو نادي كرة القدم الأسترالية أسترالي تأسس في 1864 ، يقع مقره الرئيسي في ملبورن، ويلعب في دوري كرة القدم الأسترالية.

## وصلات خارجية
- الموقع الرسمي